# Саболч-Сатмар-Берег
Саболч-Сатмар-Берег (на унгарски: Szabolcs-Szatmár-Bereg) е една от 19-те области (или комитати, megye) в Унгария. Разположена е в северозападната част на страната, на границата с Румъния и Украйна. Административен център на област Саболч-Сатмар-Берег е град Ниредхаза.

## История
Областта обединява останалите в Унгария части на историческите комитати Саболч, Сатмар и Берег.